# Norbert Mörs
Norbert Mörs (* 4. November 1955 in Gelsenkirchen) ist ein deutscher Kommunalpolitiker (CDU).
Norbert Mörs wurde in Gelsenkirchen-Buer als Sohn des Bäckermeisters Paul Mörs und der Geschäftsfrau Anneliese Mörs geboren. Sein Abitur absolvierte er 1975 am Leibniz-Gymnasium in Gelsenkirchen-Buer. Von 1975 bis 1981 studierte er Rechtswissenschaften an der Ruhr-Universität Bochum sowie der Rheinischen Friedrich-Wilhelms-Universität Bonn und schloss 1981 mit dem 1. juristischen Staatsexamen ab. Nach dem juristischen Vorbereitungsdienst u. a. mit Stationen beim Amtsgericht Gelsenkirchen, dem Verwaltungsgericht Gelsenkirchen und der Stadt Dorsten folgte 1985 das 2. juristische Staatsexamen.
Norbert Mörs war von 1985 bis 1986 Regierungsrat bei der Bezirksregierung Düsseldorf und von 1987 bis 1989 Kreisrechtsrat bei der Kreisverwaltung Recklinghausen. Als kommunaler Wahlbeamter war Norbert Mörs von 1989 bis 1992 Erster Beigeordneter der Stadt Geldern, von 1992 bis 1997 Kreisdirektor des Kreises Kleve und von 1997 bis 1999 Oberkreisdirektor des Rheinisch-Bergischen Kreises. 1999 wurde Norbert Mörs als hauptamtlicher Landrat des Rheinisch-Bergischen Kreises direkt gewählt. 2004 wechselte er zur WestLB, wo er als Bankdirektor im Bereich Verbund/Kommunen und kommunale Unternehmen zuständig war.
Norbert Mörs ist seit 1973 Mitglied der CDU Gelsenkirchen. Von 1982 bis 1984 war er Kreisvorsitzender der Jungen Union Gelsenkirchen, von 1980 bis 1989 Mitglied des Kreisvorstandes der CDU Gelsenkirchen. Norbert Mörs arbeitete darüber hinaus als Mitarbeiter der Bundestagsabgeordneten Reinhard Göhner und Hans Werner Schmöle. Von 1992 bis 1997 war er Mitglied im CDU-Kreisvorstand Kleve und von 1997 bis 2004 im Kreisvorstand Rheinisch-Bergischer Kreis. Mörs war Mitglied der 13. Bundesversammlung am 23. Mai 2009.
Norbert Mörs ist verheiratet und hat drei Söhne sowie eine Tochter.
Norbert Mörs trat im August 2009 für die CDU Gelsenkirchen als Oberbürgermeisterkandidat an. Er verlor die Wahl deutlich mit nur 19,4 % der Stimmen gegen Amtsinhaber Frank Baranowski (SPD), der 63,9 % der Stimmen erhielt.
Die CDU erhielt 22,5 % der Stimmen für den Rat der Stadt, die SPD 50,4 % und damit die absolute Mehrheit.
Norbert Mörs lehrte an der HSPV NRW u. a. die Fächer Kommunalrecht und Beamtenrecht.